# 李墀
李墀（1478年—？年），字獻忠，福建泉州府晉江縣人，民籍。

## 生平
治《易經》，行一，由縣學生中式甲子科（1504年）福建鄉試第八十九名舉人，年三十一歲中式正德三年（1508年）戊辰科會試第二百八名，第三甲第七名進士。授南京大理寺评事，升署寺副，十三年正月升四川按察司佥事。

## 家族
曾祖李祐，训导。祖父李海。父李鳳。前嫡母謝氏；生母林氏。具庆下，弟城、培、凱。